# Shellback

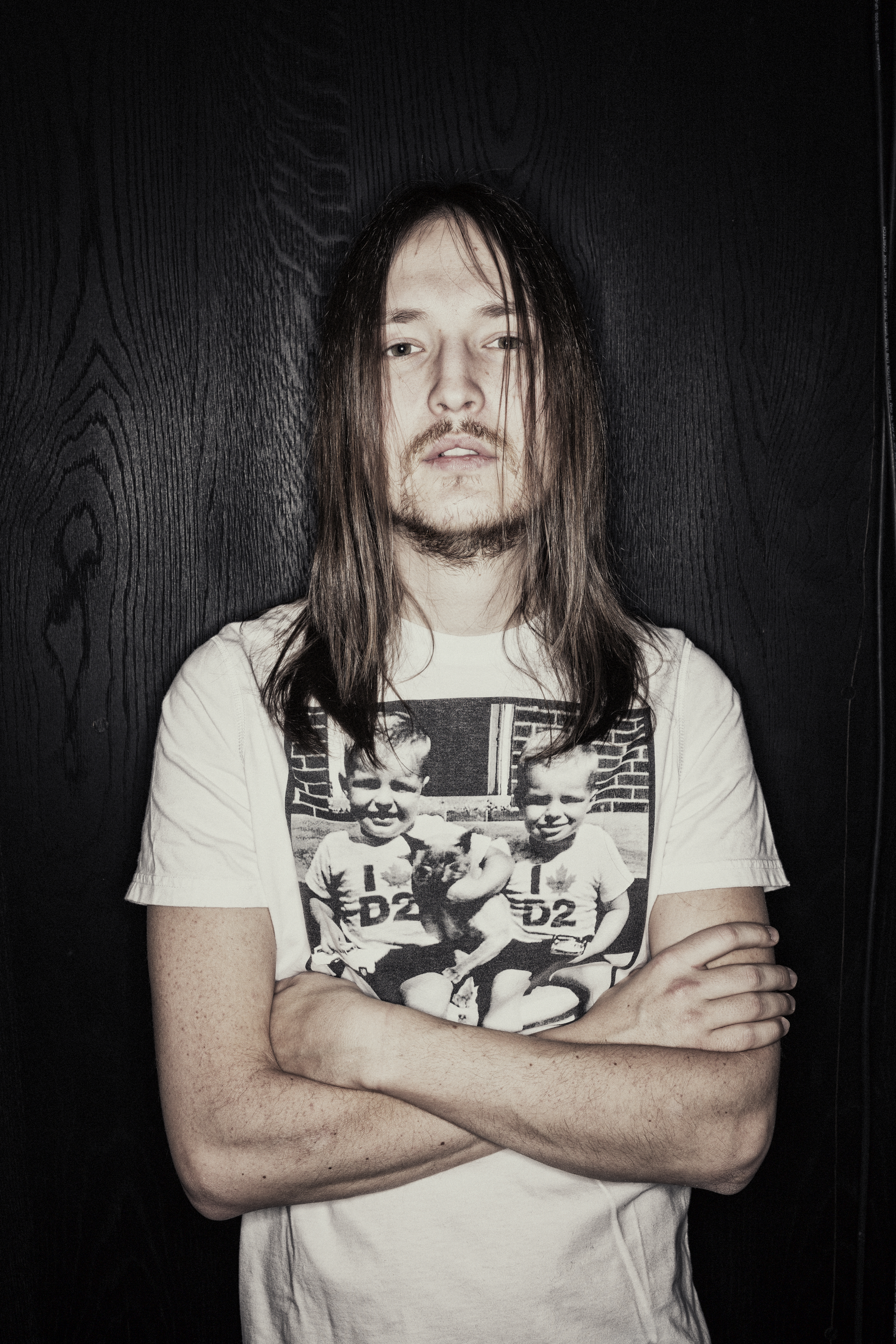
Shellback em 2015.

Karl Johan Schuster, conhecido também como Shellback (Karlshamn, 1 de fevereiro de 1985), é um compositor, produtor musical e músico sueco. Já compôs canções para Britney Spears, Kesha, Usher, Adam Lambert, Maroon 5, Cher Lloyd, Taylor Swift, Avril Lavigne, Adele, Victoria Justice, entre outros.

## Discografia
Com Meriah
- ...Turn Him Your Other Cheek (Demo) (2003)

Com
Blinded Colony
- Promo Demo (2005)
- Bedtime Prayers (2006)

Como músico convidado
- Faith - Sorg (2005)
- Refused - War Music (2019)

## Discografia (produção)
| Ano  | Título                                           | Álbum                                                          | Co-escritor | Produtor ou co-produtor |
| ---- | ------------------------------------------------ | -------------------------------------------------------------- | ----------- | ----------------------- |
| 2008 | "If U Seek Amy"                                  | Britney Spears – Circus                                        | Sim         | Sim                     |
| 2008 | "I'm Gone I'm Going"                             | Lesley Roy – Unbeautiful                                       | Sim         | Sim                     |
| 2008 | "Boring"                                         | Pink – Funhouse                                                | Sim         | Sim                     |
| 2008 | "It's All Your Fault"                            | Pink – Funhouse                                                | Sim         | Sim                     |
| 2008 | "So What"                                        | Pink – Funhouse                                                | Sim         | Sim                     |
| 2009 | "Oxygen"                                         | Living Things – Habeas Corpus                                  | Sim         | Sim                     |
| 2009 | "Bigger"                                         | Backstreet Boys – This Is Us                                   | Sim         | Sim                     |
| 2009 | "3"                                              | Britney Spears – The Singles Collection                        | Sim         | Sim                     |
| 2009 | "Quitter"                                        | Carrie Underwood – Play On                                     | Sim         | Sim                     |
| 2009 | "Friday I'll Be Over U"                          | Allison Iraheta – Just Like You                                | Sim         | Sim                     |
| 2009 | "Just Like You"                                  | Allison Iraheta – Just Like You                                | Sim         | Sim                     |
| 2009 | "Outta My Head"                                  | Leona Lewis – Echo                                             | Sim         | Sim                     |
| 2009 | "Naked"                                          | Leona Lewis – Echo                                             | Sim         | Sim                     |
| 2009 | "Whataya Want from Me"                           | Adam Lambert – For Your Entertainment                          | Sim         | Sim                     |
| 2009 | "If I Had You"                                   | Adam Lambert – For Your Entertainment                          | Sim         | Sim                     |
| 2010 | "Kiss n Tell"                                    | Kesha – Animal                                                 | Sim         | Sim                     |
| 2010 | "Hungover"                                       | Kesha – Animal                                                 | Sim         | Sim                     |
| 2010 | "Party at a Rich Dude's House"                   | Kesha – Animal                                                 | Sim         | Sim                     |
| 2010 | "Dinosaur"                                       | Kesha – Animal                                                 | Sim         | Sim                     |
| 2010 | "DJ Got Us Fallin' in Love"                      | Usher – Versus                                                 | Sim         | Sim                     |
| 2010 | "Raise Your Glass"                               | Pink – Greatest Hits... So Far!!!                              | Sim         | Sim                     |
| 2010 | "Fuckin' Perfect"                                | Pink – Greatest Hits... So Far!!!                              | Sim         | Sim                     |
| 2010 | "Time Machine"                                   | Robyn – Body Talk                                              | Sim         | Sim                     |
| 2011 | "Can't Find Entrance"                            | Those Dancing Days – Daydreams & Nightmares                    | Sim         | Sim                     |
| 2011 | "Loser like Me"                                  | Glee cast – Glee: The Music, Volume 5                          | Sim         | Sim                     |
| 2011 | "Dancing Crazy"                                  | Miranda Cosgrove – High Maintenance                            | Sim         | Sim                     |
| 2011 | "I'll Survive You"                               | BC Jean – Single                                               | Sim         | Sim                     |
| 2011 | "Back 2 Life"                                    | E-Type – Single                                                | Sim         | Sim                     |
| 2011 | "What the Hell"                                  | Avril Lavigne – Goodbye Lullaby                                | Sim         | Sim                     |
| 2011 | "Wish You Were Here"                             | Avril Lavigne – Goodbye Lullaby                                | Sim         | Sim                     |
| 2011 | "Smile"                                          | Avril Lavigne – Goodbye Lullaby                                | Sim         | Sim                     |
| 2011 | "I Love You"                                     | Avril Lavigne – Goodbye Lullaby                                | Sim         | Sim                     |
| 2011 | "I Wanna Go"                                     | Britney Spears – Femme Fatale                                  | Sim         | Sim                     |
| 2011 | "Criminal"                                       | Britney Spears – Femme Fatale                                  | Sim         | Sim                     |
| 2011 | "Up n' Down"                                     | Britney Spears – Femme Fatale                                  | Sim         | Sim                     |
| 2011 | "Light Up the World"                             | Glee cast – Glee: The Music, Volume 6                          | Sim         | Sim                     |
| 2011 | "Moves like Jagger"                              | Maroon 5 – Hands All Over                                      | Sim         | Sim                     |
| 2011 | "Beggin' on Your Knees"                          | Victorious cast – Victorious                                   | Sim         | Sim                     |
| 2011 | "No More Secrets"                                | Carolina Liar – Wild Blessed Freedom                           | Sim         | Sim                     |
| 2011 | "Me and You"                                     | Carolina Liar – Wild Blessed Freedom                           | Sim         | Sim                     |
| 2011 | "Beautiful People"                               | Carolina Liar – Wild Blessed Freedom                           | Sim         | Sim                     |
| 2011 | "King of Broken Hearts"                          | Carolina Liar – Wild Blessed Freedom                           | Sim         | Sim                     |
| 2011 | "Salvation"                                      | Carolina Liar – Wild Blessed Freedom                           | Sim         | Sim                     |
| 2011 | "All That Comes Out of My Mouth"                 | Carolina Liar – Wild Blessed Freedom                           | Sim         | Sim                     |
| 2011 | "Want U Back"                                    | Cher Lloyd – Sticks + Stones                                   | Sim         | Sim                     |
| 2011 | "With Ur Love"                                   | Cher Lloyd – Sticks + Stones                                   | Sim         | Sim                     |
| 2011 | "Beautiful People"                               | Cher Lloyd – Sticks + Stones                                   | Sim         | Sim                     |
| 2011 | "She Doesn't Mind"                               | Sean Paul – Tomahawk Technique                                 | Sim         | Sim                     |
| 2012 | "Payphone" (feat. Wiz Khalifa)                   | Maroon 5 – Overexposed                                         | Sim         | Sim                     |
| 2012 | "One More Night"                                 | Maroon 5 – Overexposed                                         | Sim         | Sim                     |
| 2012 | "Doin' Dirt"                                     | Maroon 5 – Overexposed                                         | Sim         | Sim                     |
| 2012 | "Scream"                                         | Usher – Looking for Myself                                     | Sim         | Sim                     |
| 2012 | "We Are Never Ever Getting Back Together"        | Taylor Swift – Red                                             | Sim         | Sim                     |
| 2012 | "I Knew You Were Trouble"                        | Taylor Swift – Red                                             | Sim         | Sim                     |
| 2012 | "22"                                             | Taylor Swift – Red                                             | Sim         | Sim                     |
| 2012 | "Slut Like You"                                  | P!nk – The Truth About Love                                    | Sim         | Sim                     |
| 2012 | "Your Body"                                      | Christina Aguilera – Lotus                                     | Sim         | Sim                     |
| 2012 | "Let There Be Love"                              | Christina Aguilera – Lotus                                     | Sim         | Sim                     |
| 2012 | "Kiss You"                                       | One Direction – Take Me Home                                   | Sim         | Sim                     |
| 2012 | "Heart Attack"                                   | One Direction – Take Me Home                                   | Sim         | Sim                     |
| 2012 | "Nobody Compares"                                | One Direction – Take Me Home                                   | Sim         | Sim                     |
| 2012 | "All That Matters (The Beautiful Life)"          | Kesha – Warrior                                                | Sim         | Sim                     |
| 2013 | "Release You"                                    | Megan & Liz – Look What You Started                            | Sim         | Sim                     |
| 2013 | "Easier To Lie"                                  | Cassadee Pope – Frame by Frame                                 | Sim         | Sim                     |
| 2013 | "On a Roll"                                      | Icona Pop – This Is... Icona Pop                               | Sim         | Sim                     |
| 2013 | "That High" (feat. Kelly Rowland)                | Pitbull – Meltdown                                             | Sim         |                         |
| 2014 | "Air Balloon"                                    | Lily Allen – Sheezus                                           | Sim         | Sim                     |
| 2014 | "I Wish" (feat. T.I.)                            | Cher Lloyd – Sorry I'm Late                                    | Sim         | Sim                     |
| 2014 | "Just Be Mine"                                   | Cher Lloyd – Sorry I'm Late                                    | Sim         | Sim                     |
| 2014 | "Dirty Love"                                     | Cher Lloyd – Sorry I'm Late                                    | Sim         | Sim                     |
| 2014 | "Blind Your Love"                                | Cher Lloyd – Sorry I'm Late                                    | Sim         | Sim                     |
| 2014 | "Killing It"                                     | Cher Lloyd – Sorry I'm Late                                    | Sim         | Sim                     |
| 2014 | "I'm in Love"                                    | Ola Svensson – Carelessly Yours                                | Sim         | Sim                     |
| 2014 | "Tonight I'm Yours"                              | Ola Svensson – Carelessly Yours                                | Sim         | Sim                     |
| 2014 | "Jackie Kennedy"                                 | Ola Svensson – Carelessly Yours                                | Sim         | Sim                     |
| 2014 | "Problem" (feat. Iggy Azalea)                    | Ariana Grande - My Everything                                  | Sim         | Sim                     |
| 2014 | "Animals"                                        | Maroon 5 – V                                                   | Sim         | Sim                     |
| 2014 | "In Your Pocket"                                 | Maroon 5 – V                                                   | Sim         | Sim                     |
| 2014 | "Feelings"                                       | Maroon 5 – V                                                   | Sim         | Sim                     |
| 2014 | "Shoot Love"                                     | Maroon 5 – V                                                   | Sim         | Sim                     |
| 2014 | "Blank Space"                                    | Taylor Swift - 1989                                            | Sim         | Sim                     |
| 2014 | "Style"                                          | Taylor Swift - 1989                                            | Sim         | Sim                     |
| 2014 | "All You Had to Do Was Stay"                     | Taylor Swift - 1989                                            |             | Sim                     |
| 2014 | "Shake It Off"                                   | Taylor Swift - 1989                                            | Sim         | Sim                     |
| 2014 | "Bad Blood"                                      | Taylor Swift - 1989                                            | Sim         | Sim                     |
| 2014 | "Wildest Dreams"                                 | Taylor Swift - 1989                                            | Sim         | Sim                     |
| 2014 | "How You Get the Girl"                           | Taylor Swift - 1989                                            | Sim         | Sim                     |
| 2014 | "Wonderland"                                     | Taylor Swift - 1989                                            | Sim         | Sim                     |
| 2014 | "New Romantics"                                  | Taylor Swift - 1989                                            | Sim         | Sim                     |
| 2014 | "Talking Body"                                   | Tove Lo - Queen of the Clouds                                  | Sim         | Sim                     |
| 2015 | "Bad Blood" (feat. Kendrick Lamar)               | Taylor Swift – 1989                                            | Sim         | Sim                     |
| 2015 | "Elektra"                                        | Refused - Freedom                                              | Sim         | Sim                     |
| 2015 | "366"                                            | Refused - Freedom                                              | Sim         | Sim                     |
| 2015 | "This Summer's Gonna Hurt like a MotherFucker"   | Maroon 5 - V (reissue)                                         | Sim         | Sim                     |
| 2015 | "The Original High"                              | Adam Lambert - The Original High                               | Sim         | Sim                     |
| 2015 | "Rumors" (feat. Tove Lo)                         | Adam Lambert - The Original High                               | Sim         | Sim                     |
| 2015 | "Evil in the Night"                              | Adam Lambert - The Original High                               | Sim         | Sim                     |
| 2015 | "Run Away with Me"                               | Carly Rae Jepsen - Emotion                                     | Sim         | Sim                     |
| 2015 | "Send My Love (To Your New Lover)"               | Adele - 25                                                     | Sim         | Sim                     |
| 2015 | "Rest Your Love"                                 | The Vamps - Wake Up                                            | Sim         | Sim                     |
| 2016 | "Just Like Fire"                                 | Pink – Alice Through the Looking Glass                         | Sim         | Sim                     |
| 2016 | "Can't Stop the Feeling!"                        | Justin Timberlake - Trolls: Original Motion Picture Soundtrack | Sim         | Sim                     |
| 2016 | "Hair Up"                                        | Justin Timberlake - Trolls: Original Motion Picture Soundtrack | Sim         | Sim                     |
| 2016 | "Still Falling For You"                          | Ellie Goulding - Bridget Jones's Baby                          | Sim         | Sim                     |
| 2017 | "Bon Appétit" (feat. Migos)                      | Katy Perry – Witness                                           | Sim         | Sim                     |
| 2017 | "Roulette"                                       | Katy Perry – Witness                                           | Sim         | Sim                     |
| 2017 | "Revenge" (feat. Eminem)                         | Pink - Beautiful Trauma                                        | Sim         | Sim                     |
| 2017 | "Whatever You Want"                              | Pink - Beautiful Trauma                                        | Sim         | Sim                     |
| 2017 | "Secrets"                                        | Pink - Beautiful Trauma                                        | Sim         | Sim                     |
| 2017 | "...Ready for It?"                               | Taylor Swift - Reputation                                      | Sim         | Sim                     |
| 2017 | "Gorgeous"                                       | Taylor Swift - Reputation                                      | Sim         | Sim                     |
| 2017 | "End Game" (feat. Ed Sheeran & Future)           | Taylor Swift - Reputation                                      | Sim         | Sim                     |
| 2017 | "I Did Something Bad"                            | Taylor Swift - Reputation                                      | Sim         | Sim                     |
| 2017 | "Don't Blame Me"                                 | Taylor Swift - Reputation                                      | Sim         | Sim                     |
| 2017 | "Delicate"                                       | Taylor Swift - Reputation                                      | Sim         | Sim                     |
| 2017 | "So It Goes..."                                  | Taylor Swift - Reputation                                      | Sim         | Sim                     |
| 2017 | "King of My Heart"                               | Taylor Swift - Reputation                                      | Sim         | Sim                     |
| 2017 | "Dancing with Our Hands Tied"                    | Taylor Swift - Reputation                                      | Sim         | Sim                     |
| 2018 | "Get Up and Fight"                               | Muse – Simulation Theory                                       | Sim         | Sim                     |
| 2019 | "I Don't Care" (with Justin Bieber)              | Ed Sheeran – No.6 Collaborations Project                       | Sim         | Sim                     |
| 2019 | ''Beautiful People'' (feat. Khalid)              | Ed Sheeran – No.6 Collaborations Project                       | Sim         | Sim                     |
| 2019 | ''Take Me Back to London'' (feat. Stormzy)       | Ed Sheeran – No.6 Collaborations Project                       | Sim         |                         |
| 2019 | ''Remember the Name'' (feat. Eminem and 50 Cent) | Ed Sheeran – No.6 Collaborations Project                       | Sim         | Sim                     |
| 2019 | ''Only Human''                                   | Jonas Brothers – Happiness Begins                              | Sim         | Sim                     |
| 2019 | "(Hey Why) Miss You Sometime"                    | P!nk – Hurts 2B Human                                          | Sim         | Sim                     |
| 2019 | ''Glad He's Gone''                               | Tove Lo – Sunshine Kitty                                       | Sim         | Sim                     |
| 2020 | ''X''                                            | Jonas Brothers – XV                                            | Sim         | Sim                     |
| 2020 | "Diamonds"                                       | Sam Smith – Love Goes                                          | Sim         | Sim                     |

### Billboard Hot 100
Os singles a seguir chegaram ao top ten na Billboard Hot 100.
Singles em primeiro lugar
- "So What"
- "3"
- "Raise Your Glass"
- "Moves like Jagger"
- "We Are Never Ever Getting Back Together"
- "One More Night"
- "Shake It Off"
- "Blank Space"
- "Bad Blood"
- "Can't Stop the Feeling!"

Top 10 Hits
- "Whataya Want from Me"
- "DJ Got Us Fallin' in Love"
- "Fuckin' Perfect"
- "Loser Like Me"
- "I Wanna Go"
- "Payphone"
- "Scream"
- "I Knew You Were Trouble"
- "Problem"
- "Animals"
- "Style"
- "Wildest Dreams"
- "Just like Fire"
- "Send My Love (To Your New Lover)"
- ''...Ready for It?''